# Hot Chemistry
『Hot Chemistry』（ホット・ケミストリー）は、CHEMISTRYのコンセプト・アルバム。2005年1月26日に発売。

## 概要
『Between the Lines』に続いて「ウィンター・プレミアム・アルバム」と銘打っている。30万枚の完全生産限定盤。『Between the Lines』と違い収録曲大半が新曲。オリコン初登場1位獲得。これまで5作連続での初登場1位となり、1枚目からの連続初登場1位記録に於いてKinKi Kids（6作連続）に次いで歴代2位となっている。2004年9月4日開催「CHEMISTRY in SUNTORY HALL」より2曲のライブ音源を収録。このライブの模様は同時発売ライブDVD『CHEMISTRY in SUNTORY HALL 〜響〜』収録。

## 収録曲
1. Prelude
作曲・編曲：中原達彦
「CHEMISTRY in SUNTORY HALL」で唄われた「My Gift to You」のイントロ。
2. ココロノドア
作詞：Satomi／作曲：五島良子／編曲：河野伸
シングル候補に挙がっていた楽曲。
後に2005年2月発売、14枚目のシングル『キミがいる』収録。
映画『きみに読む物語』テーマ曲に起用。
3. Why
作詞・作曲・編曲：nao'ymt
4. 白の吐息 (full-length)
作詞：Juve／作曲：為岡そのみ／編曲：村山晋一郎／
ストリングアレンジ：後藤勇一郎
13thシングル。シングルよりもアウトロが長い。
5. STEP TO FAR
作詞・作曲：FREAKS OF GO GO SPECTATORS／編曲：森俊之
堂珍ソロ曲。ギターも演奏。SPIRAL LIFEのカバー。
6. Monologue
作詞：西田恵美／作曲：久保田利伸／編曲：渡辺貴浩
7. Forget-me-not
作詞・作曲：尾崎豊／編曲：斎藤有太
川畑ソロ曲。尾崎豊のカバー。
8. グッドバイからはじめよう
作詞・作曲：佐野元春／編曲：COLDFEET
佐野元春のカバー。
9. チャイム
作詞：堂珍嘉邦／作曲：保刈久明／編曲：山本隆二
10. 月夜 〜Live Recording from "CHEMISTRY in SUNTORY HALL" 2004.09.04～
作詞：柴田淳／作曲：川口大輔／編曲：中原達彦
2ndアルバム『Second to None』収録曲ライブ音源。
11. My Gift to You 〜Live Recording from "CHEMISTRY in SUNTORY HALL"2004.09.04～
  - 作詞：S.O.S.・小山内舞／作曲：S.O.S.／編曲：中原達彦

7thシングルのライブ音源。

## 演奏

### Prelude.月夜.My Gift to You (Live)
- Conductor：金聖響
- Orchestra：東京フィルハーモニー交響楽団

### ココロノドア
- Sound Produce, Programming, Strings Arrangement, Acoustic Piano：河野伸
- Drums：高田真
- Bass：大神田智彦
- Acoustic Guitar：石成正人
- Percussions：三沢またろう
- Strings：金原千恵子ストリングス

### Why
- Sound Produce, Programming, Acoustic Piano：Nao'ymt
- Gut Guitar：石成正人

### 白の吐息
- Sound Produce, Programming, Wind Chimes：村山晋一郎
- Acoustic Piano：中西康晴
- Acoustic Guitar：鈴木健治
- Voice Sample：為岡そのみ
- Strings：後藤勇一郎ストリングス

### STEP TO FAR
- Sound Produce, Reed Organ, Programming, Pro Tools Editing, Strings Arrangement：森俊之
- Drums：沼澤尚
- Bass：沖山優司
- Acoustic Guitar(Left)：古川昌義
- Acoustic Guitar(Right)：堂珍嘉邦
- Bouzouki：間宮工
- Strings：後藤勇一郎ストリングス

### Monologue
- Sound Produce, Fender Rhodes, Hammond B-3, Programming, Other Instruments：渡辺貴浩
- Gut Guitar：田中義人

### Forget-me-not
- Sound Produce, Fender Rhodes, MINI Moog & Background Vocals：斎藤有太
- Basic Beats：益田トッシュ
- Programming：成田真樹
- Acoustic Guitar：佐橋佳幸

### グッドバイからはじめよう
- Sound Produce：COLDFEET
- Keyboards：Lori Fine（COLDFEET）
- Programming & Instruments：Watusi（COLDFEET）
- Vibraphone：K-Ta （FakeJazzQuintet）

### チャイム
- Sound Produce, Programming, Acoustic Piano, Hammond B-3, Percussions, Strings Arrangement：山本隆二
- Drums：矢部浩志（カーネーション）
- Bass：大田譲（カーネーション）
- Guitars：山本タカシ
- Strings：CHICAストリングス